# Solanum bulbocastanum
Espèce
Solanum bulbocastanum est une espèce de plantes de la famille des Solanaceae, originaire du Mexique et du Sud-Ouest des États-Unis.  Elle est étroitement apparentée à la pomme de terre. Cette espèce, qui présente une forte résistance à toutes les souches connues du mildiou de la pomme de terre, a été employée pour introduire par ingénierie génétique des gènes de résistance dans diverses variétés cultivées de pommes de terre dans le monde. Le recours à l'ingénierie génétique s'est révélé nécessaire car les tentatives d'hybridation par les méthodes classiques avaient jusqu'alors échoué.